# Lorenzo 1994
Lorenzo 1994 es el séptimo álbum del cantante italiano Jovanotti, lanzado en 1994. Este álbum obtuvo Disco de Oro y Disco de Platino en Italia y resto de Europa.

## Canciones
1. Attaccami la spina (3:43)
2. Serenata rap (5:11)
3. Penso positivo (5:06)
4. I giovani (1:29)
5. Si va via (4:48)
6. Piove (3:19)
7. Voglio di + (4:23)
8. Io ti cercherò (4:36)
9. Il ballerino (2:50)
10. India (1:24)
11. Parola (4:36)
12. Soleluna (5:12)
13. Dammi spazio (4:08)
14. Barabba (3:40)
15. Dobbiamo inventarci qualcosa (4:38)
16. Il futuro del mondo (4:29)
17. Mario (3:37)
18. Viene sera (4:34)

- Datos: Q3836864